# Pałuki (région)
Pour les articles homonymes, voir Pałuki.
Les Pałuki sont une région historique et ethnographique de Pologne, située dans le centre du pays, entre la Grande-Pologne, la Cujavie et la Poméranie. Administrativement, elle est située à cheval sur la voïvodie de Grande-Pologne et la voïvodie de Couïavie-Poméranie. La région est caractérisée par sa grande diversité de relief, de forêts et par ses nombreux lacs.
Cette région est en effet surnommée la région aux 130 lacs ou parfois aussi la petite Mazurie. Le « chemin des Piasts », menant à travers plusieurs endroits liés aux origines de la Pologne (Gniezno, Kruszwica), traverse le sud de la région. Żnin, Szubin, Kcynia et Barcin sont les principales villes de la région, et Biskupin, Wenecja et Gąsawa attirent aussi les visiteurs, avec notamment la réserve archéologique de Biskupin.

## Toponymie
Le terme Pałuki dérive probablement du mot polonais łuk, łęk, łęg, qui désigne « une plaine herbeuse dans des terres arables ». Il est apparu pour la première fois dans les textes au XIVe siècle, chez Jan de Czarnków puis chez Jan Długosz, en tant que terra Palucacensis.
Le nom de la région provient également du nom de la famille noble polonaise des Pałuka (pl).

## Principales villes
Les Pałuki n'ont jamais été une région au sens administratif. Malgré l'absence des données historiques, les historiens ont essayé d'identifier la ville principale des Pałuki. Trois villes peuvent y prétendre :
- Kcynia, une des plus petites villes de Pologne, mais une des plus anciennes de la région des Pałuki (droits de ville accordés en 1262). Important centre culturel, religieux et politique au Moyen Âge, et chef-lieu de district (powiat) dans le palatinat de Kalisz, puis dans celui de Gniezno après les partages de la Pologne (1793). Ce district coïncide en grande partie avec la région ethnique des Pałuki.

- Szubin, une ville assez « jeune » par rapport aux autres villes des Pałuki, mais qui a pris de l'importance dès sa fondation par Sędziwój Pałuka (pl), voïvode de Kalisz de 1381 à 1405. Avec les villages environnants, elle a été le berceau de la famille Pałuka. De 1920 à 1975, elle a été le siège du powiat de Szubin (pl), et qui comprenait une grande partie de la région des Pałuki. Depuis 1835, Szubin est aussi le siège d'un palais de justice. Elle a aussi été le théâtre de combats durant l'insurrection de Grande-Pologne en 1919.

- Żnin, une ville située en plein cœur de la région des Pałuki, mais qui n'a pas été étroitement liée à la famille Pałuk. Elle est restée sous l'influence des évêques de Gniezno, du temps de la bulle de Gniezno (1136) jusqu'au premier partage de la Pologne (1772). Żnin est aujourd'hui l'une des plus grandes villes de la région, et depuis 1999, le siège d'un powiat, qui comprend une grande partie des Pałuki. Les localités aux alentours de Żnin propose de nombreuses attractions. À Żnin est publié le magazine Pałuki, qui intègre toutes les communautés locales, ce qui aspire la ville à être la capitale des Pałuki.

Les trois villes principales des Pałuki.
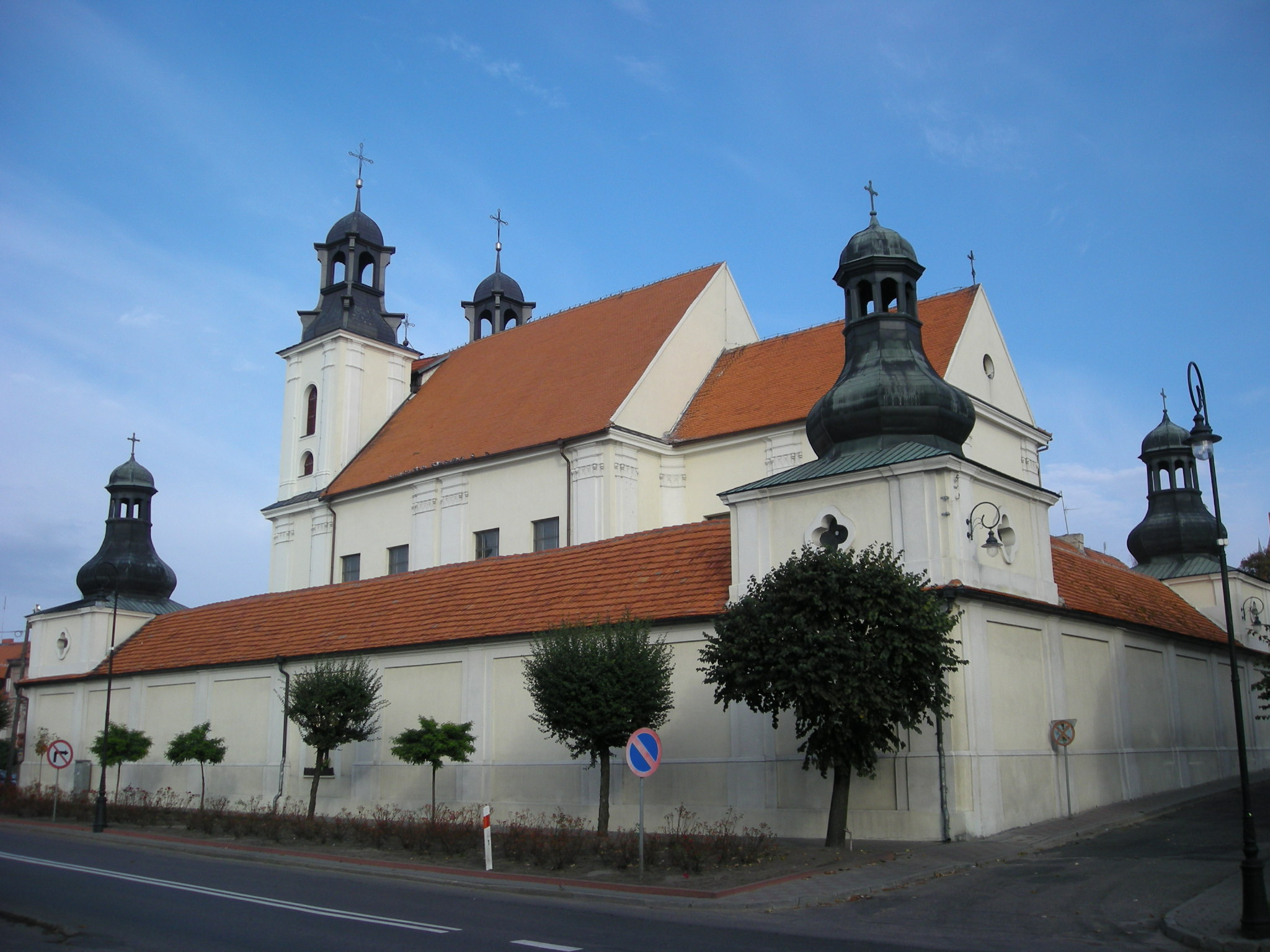
L'église de Kcynia.
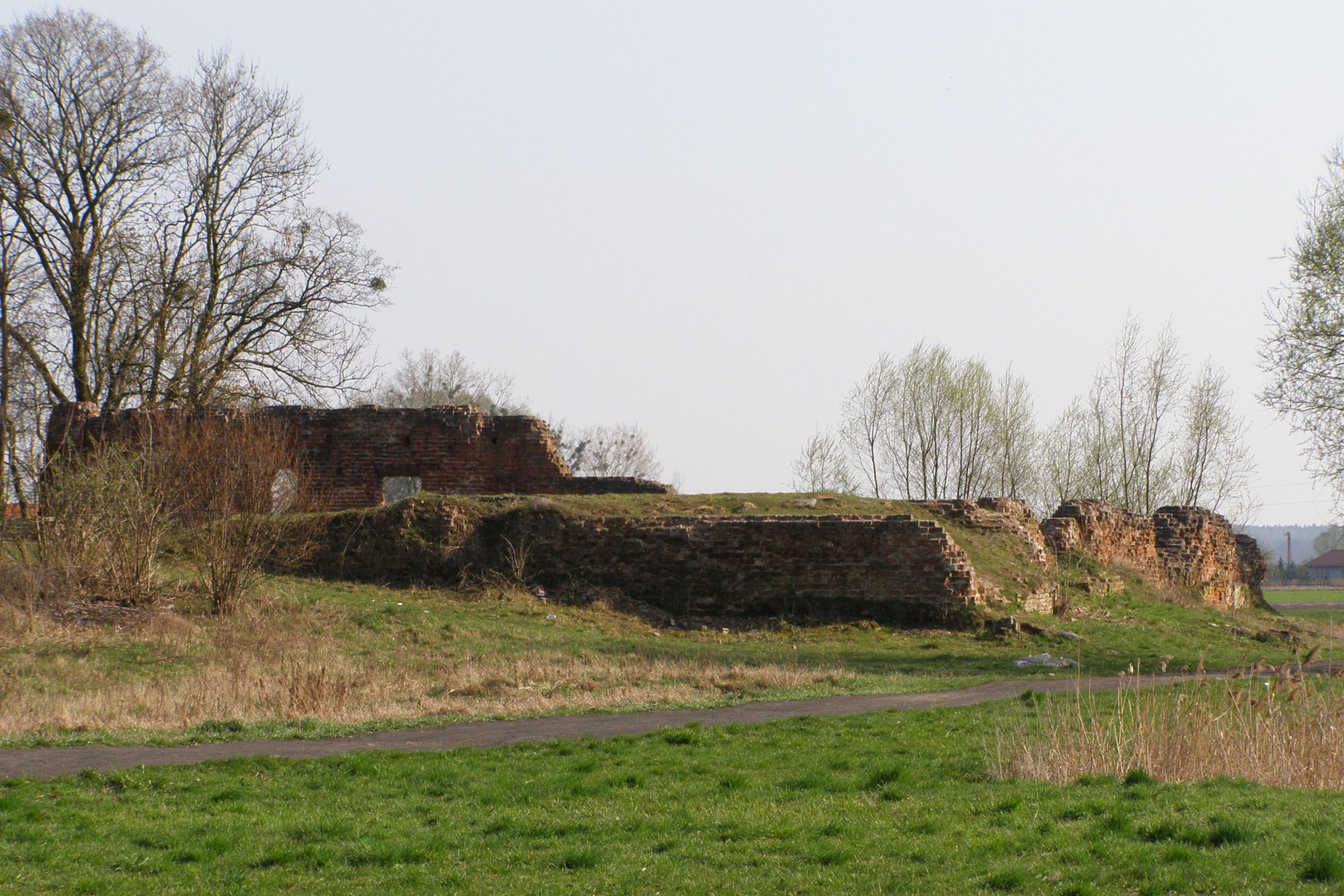
Szubin, les ruines du château.
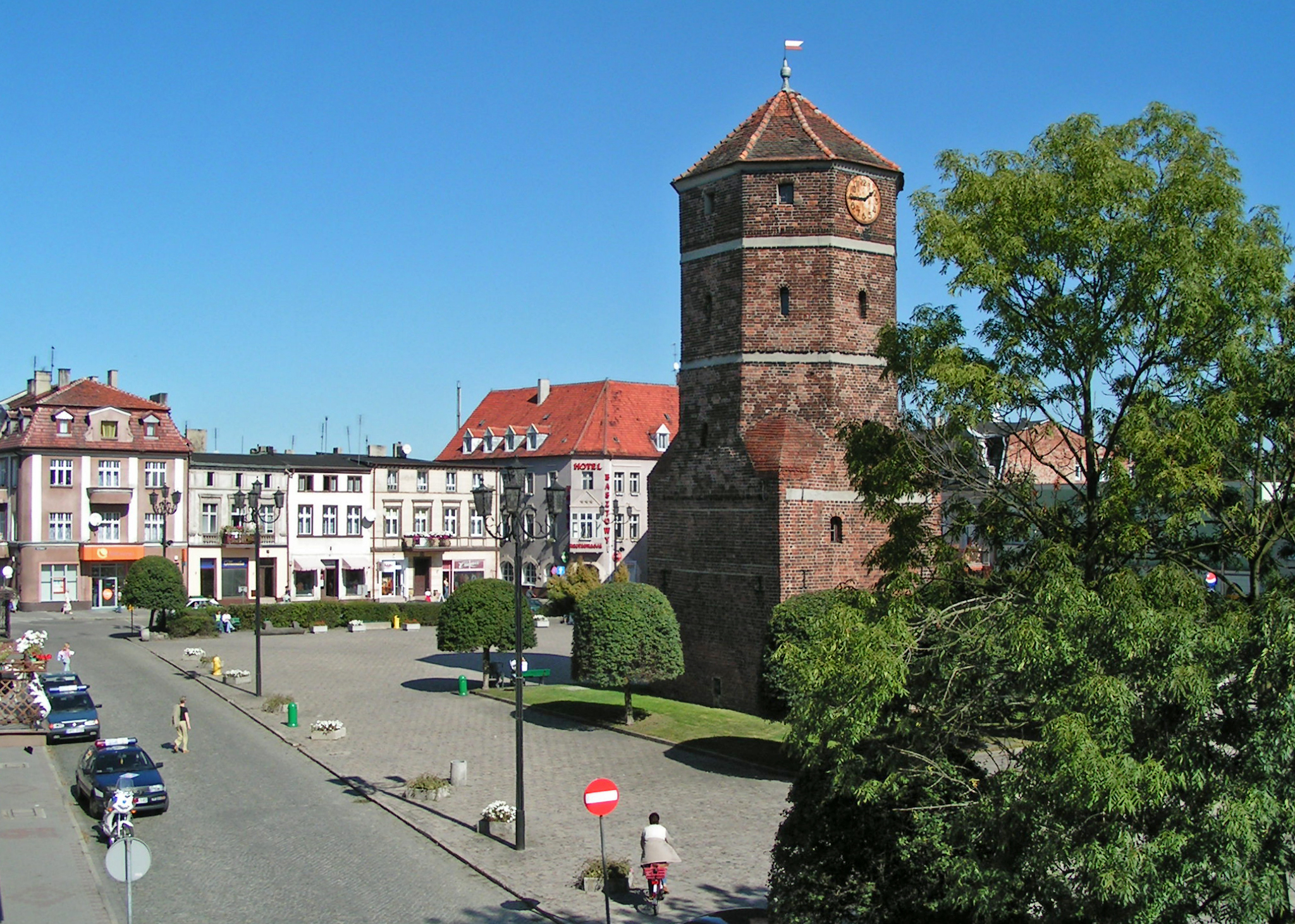
Żnin, la tour de l'hôtel de ville.

## Histoire
Dans l'actuelle région des Pałuki existent déjà, avant les débuts de l'État polonais, plusieurs forteresses défensives, dont les plus importantes sont celles de Łekno et de Biskupin. Sous le règne de Boleslas Ier, le principal bastion de la région est celui de Łekno, où est édifiée l'une des plus vieilles églises de Grande-Pologne. Les plus anciennes données connues sur la population de la région des Pałuki sont contenues dans la bulle de Gniezno, qui date de 1136. En 1227, le village de Gąsawa est le théâtre de l'assassinat du duc Lech le Blanc, victime d'un complot en marge d'un congrès de nobles polonais. À la même époque, une châtellenie s'implante à Kcynia et Żnin. En 1314, à la suite du démembrement territorial de la Pologne, les Pałuki sont rattachées à la voïvodie de Kalisz. Après le règne de Casimir le Grand, la région se développe et gagne en population : les villes de Gołańcz, Szubin et Wenecja acquièrent alors des privilèges urbains.
À la fin du règne de la dynastie Piast, les Pałuki connaissent une guerre civile entre plusieurs familles nobles qui cherchent à s'emparer du trône de Pologne. La crise politique est résolue dans la région par Sędziwój Pałuka (pl), régent de Louis Ier de Hongrie. Ardent partisan de la maison d'Anjou-Sicile, il contribue à l'avènement d'Hedwige Ire.
Durant la période de près de cinq ans qui voit les Pałuki rattachées à la voïvodie de Kalisz, plusieurs personnalités éminentes y naissent ou y grandissent, dont le poète Clément Janicius et le traducteur de la Bible Jakub Wujek. À l'instar d'une grande partie de la Pologne, la région est par la suite ravagée au cours du « déluge » suédois. En 1768, les Pałuki sont divisés entre la voïvodie de Kalisz et celle de Gniezno. Quatre ans plus tard, la région est une nouvelle fois divisée, mais cette fois-ci entre la République polonaise et la Prusse, lors du premier partage de la Pologne. En 1793, les Pałuki passent entièrement sous occupation prussienne. L'année suivante, durant l'insurrection de Kościuszko, la région est traversée par les armées de Jean-Henri Dombrowski.
En 1807, les Pałuki sont rattachées au duché de Varsovie, avant d'être transférées en 1815 au grand-duché de Posen (province de Posnanie à partir de 1848). Au cours de cette période, la région voit naître l'astronome polonais Jan Śniadecki et son frère Jędrzej. Durant l'entre-deux-guerres, les Pałuki font partie de la voïvodie de Poznań et sont divisées en trois powiats ayant pour chefs-lieux Szubin, Wągrowiec et Żnin. La région est occupée par l'Allemagne nazie pendant la Seconde Guerre mondiale, puis redevient polonaise après 1945. Elle est alors répartie entre plusieurs voïvodies. Les plus grandes villes de la région au XXe siècle sont Wągrowiec dans l'Ouest et Żnin dans l'Est.

## Géographie physique

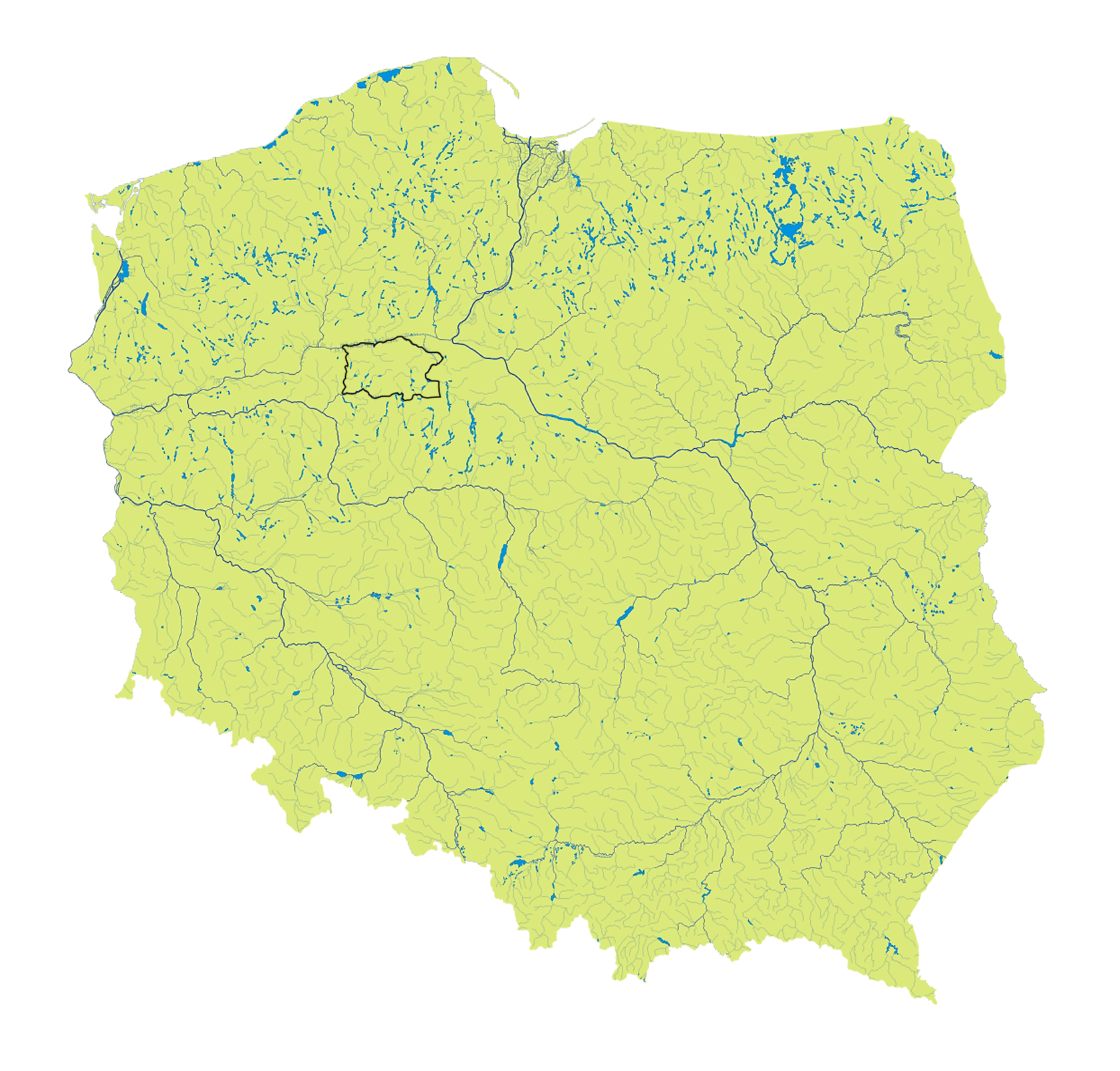
Les Pałuki sur la carte physique de la Pologne.

La majeure partie de la région des Pałuki est localisée dans la région des lacs de Chodzież (pl), alors que le sud des Pałuki est situé dans la région des lacs de Gniezno (pl), et le nord dans la vallée glaciaire de Toruń - Eberswalde (pl). On dénombre près de 100 lacs dans la région.
La moyenne des températures annuelles est d'environ 8 à 8,5 °C, et les précipitations environ 500 mm par an, soit un des taux les plus bas de la Pologne.
Les rivières les plus importantes de la région sont la Gąsawka (affluent de la Noteć), et la Nielba (pl) (affluent de la Wełna). L'ensemble de la région des Pałuki est situé dans le bassin versant de l'Oder, dont environ la moitié est situé dans celui du Noteć, et le reste dans celui de la Wełna (affluent de la rive droite de la Warta). On peut citer en exemple le croisement des rivières Wełna et Nielba à Wągrowiec, créé à la suite de travaux de drainage effectués par les moines cisterciens de la ville aux XVe siècle et XVIe siècle.